# Aenigmarachne sinapophysis
Aenigmarachne sinapophysis là một loài nhện trong họ Theraphosidae.
Loài này thuộc chi Aenigmarachne. Aenigmarachne sinapophysis được Joachim Schmidt miêu tả năm 2005.